# HP-32S

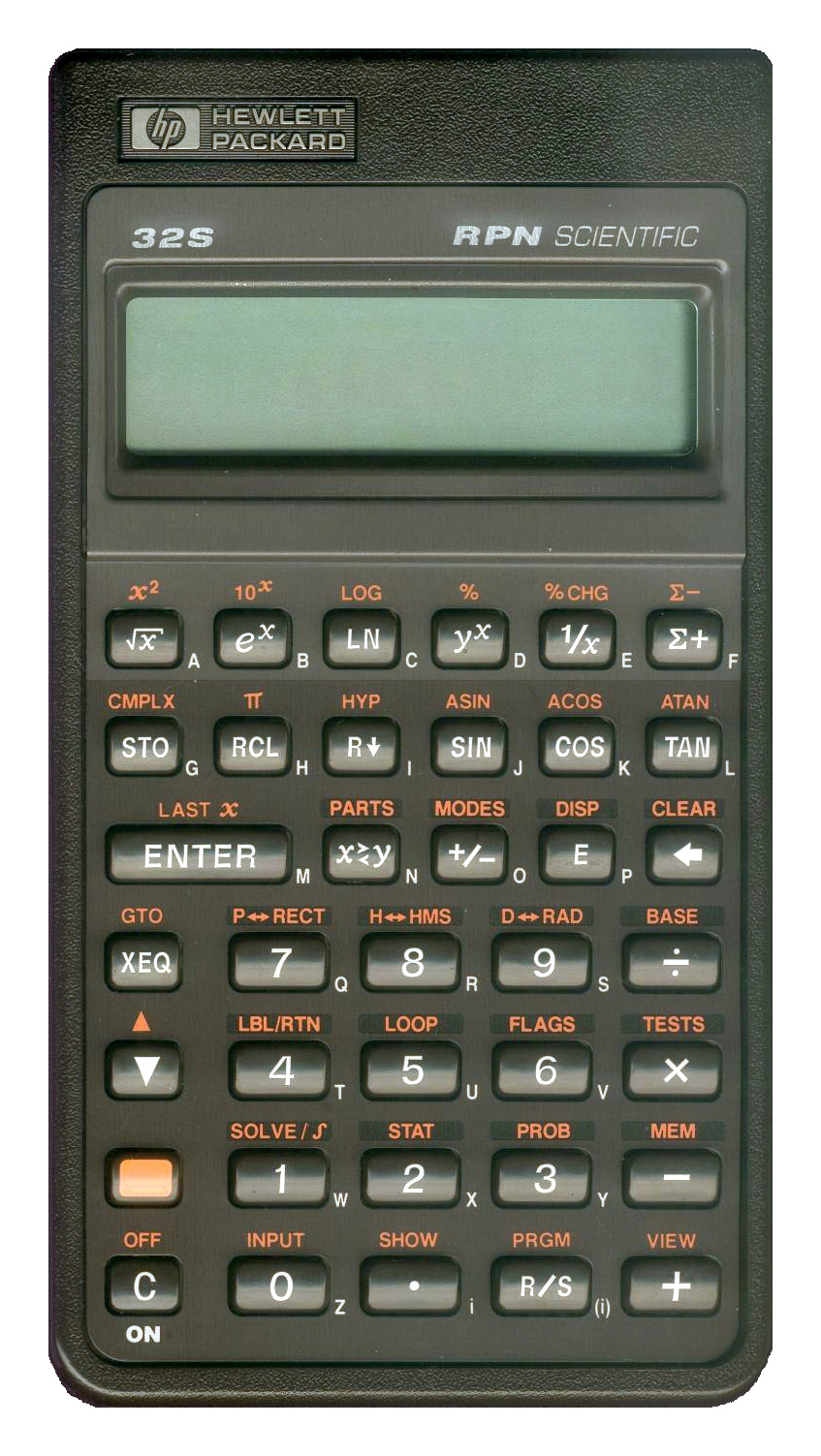
HP-32S

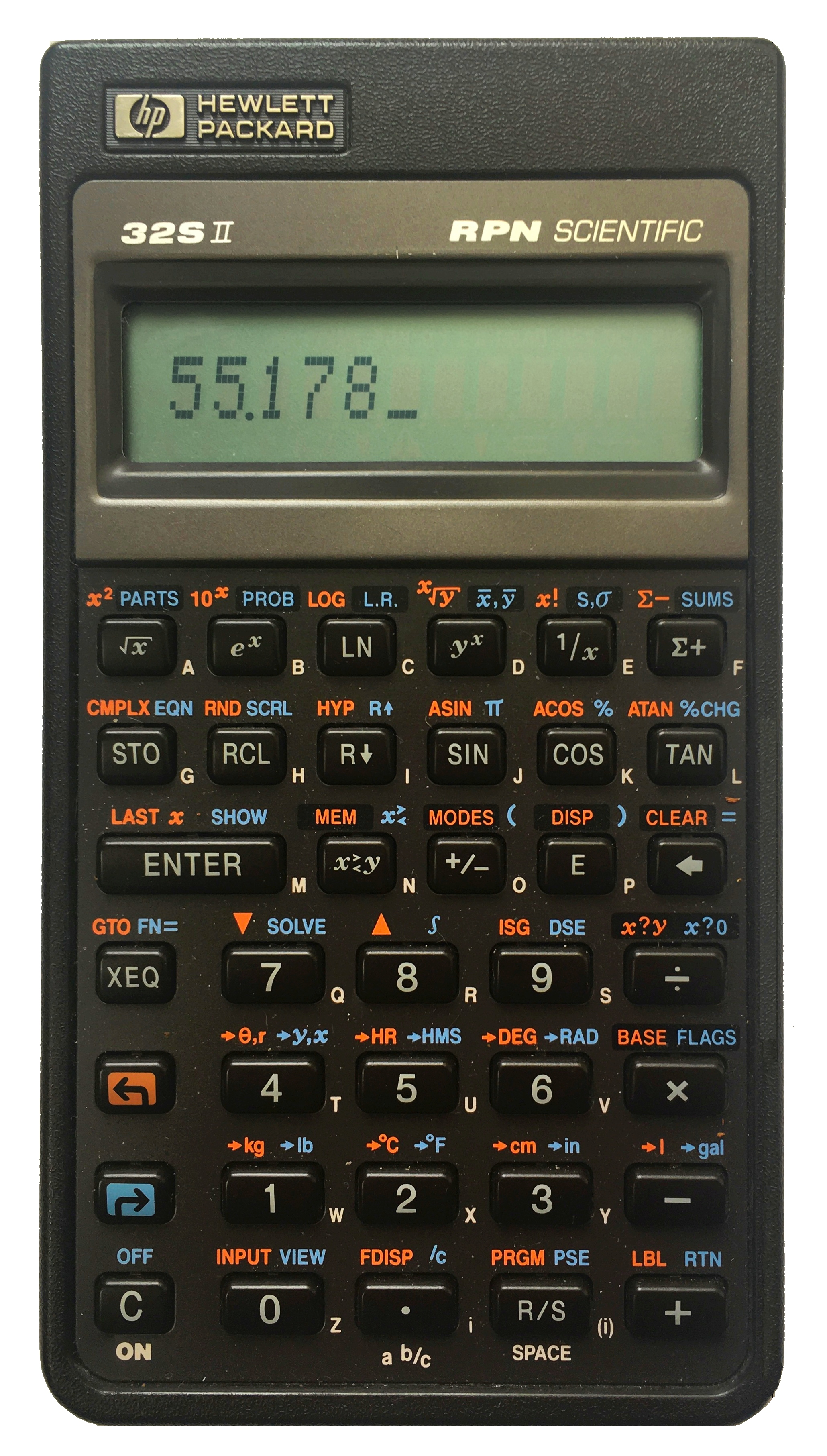
HP-32SII

HP-32S – seria kalkulatorów firmy Hewlett-Packard, pracująca wyłącznie w systemie odwrotnej notacji polskiej (RPN). Składa się z modeli:
- HP-32S – produkowany w latach 1988–1991
- HP-32SII – produkowany w latach 1991–2002, wyposażony w drugi klawisz Shift, nowe funkcje algebraiczne oraz operacje na ułamkach zwykłych
- HP-32SII+ – upodobniony wizualnie do nowszych modeli.

Kalkulatory te posiadają solver, umożliwiają całkowanie numeryczne, działania na liczbach zespolonych, operacje statystyczne, regresję, konwersję współrzędnych i dość zaawansowane możliwości programowania.

## Przykładowy program
```
 ; This is an HP-32S version of the 
Euclidean algorithm

 ; to find the 
greatest common divisor
.
 ; You run this by putting the two numbers for
 ;which you want to find the 
GCD
 and pressing "XEQ E"
 E01 LBL E
 E02 STO A
 F01 LBL F
 F02 –
 F03 FP
 F04 RCL A
 F05 x
 F06 1
 F07 x>y?
 F08 GTO G
 F09 R(DOWN)
 F10 PSE
 F11 x<>A
 F12 RCL A
 F13 GTO F
 G01 LBL G
 G02 RCL A
 G03 RTN
```